# Pesadilla en El Paraíso
Pesadilla en El Paraíso (anteriormente conocido como La Granja o Acorralados) fue un programa de telerrealidad y la versión española del formato The Farm, desarrollado por la productora sueca Strix. El formato estaba situado en una granja en un entorno rural, y seguía a un grupo de concursantes que debía colaborar para salir adelante en un entorno rural, sin las comodidades que la sociedad ha incorporado a lo largo del último siglo.
Tres diferentes versiones del formato se han emitido en España desde su llegada a la televisión. La primera versión, titulada La Granja, fue producida por Gestmusic para Antena 3 entre 2004 y 2005, con Terelu Campos como presentadora durante dos ediciones; en 2011, el formato fue revivido por Magnolia TV bajo el nombre de Acorralados en Telecinco, con Jorge Javier Vázquez y Raquel Sánchez Silva como presentadores. En 2022, Telecinco volvió a revivir el formato bajo el nombre de Pesadilla en El Paraíso, aunque esta vez presentado por Carlos Sobera y Lara Álvarez (Nagore Robles en su última edición), y producido por Fremantle; esta tercera versión se estrenó el 8 de septiembre de 2022.

## Mecánica
El reality consiste en encerrar durante dos meses, a un elenco de personajes populares o conocidos en una granja adecuada como las de principios del siglo XX. Los concursantes deberán retornar a la sencillez de la vida rural y enfrentarse a serias dificultades. Para ello, serán encerrados en una granja situada en algún lugar de la península y, durante 70 días, deberán convivir sin agua corriente ni electricidad. De hecho, el combustible para calentarse serán los troncos de madera. Como es lógico, los participantes estarán obligados a ordeñar vacas, cabras, esquilar ovejas y ayudar a dar a luz a los animales de la granja. Además, cada semana los concursantes irán enfrentándose a una serie de nominaciones y expulsiones hasta conseguir llegar a la final y optar un premio de 120 mil euros (primera y tercera edición) o 180 mil en la segunda.

## Historia
El programa fue estrenado y emitido, bajo el nombre de La Granja en Antena 3 durante 2 años, pero la pérdida de audiencia registrada en su segunda edición llevó a la cadena de Planeta a no renovar el formato. En sus dos temporadas, el reality fue producido por Gestmusic. En ambas ediciones, los granjeros recibían la ayuda de Chema, un granjero anónimo que los asesoraba y ayudaba en ciertas tareas.
Seis años después de su primera etapa, Telecinco compró los derechos del formato y prepararon una tercera edición del formato que se emitió en el otoño de 2011. Sin embargo, el reality presentó importantes novedades como el cambio de nombre, que pasó a llamarse Acorralados, así como el traslado del programa a una antigua casona en Asturias, haciendo la experiencia aún más dura.
Tras once años Mediaset rescata el formato, para emitir una cuarta edición del programa, con muchos cambios, esta vez bajo el nombre Pesadilla en El Paraíso, durante el otoño de 2022 en Telecinco.

## Equipo
| Canal                |      |      | Logo de Telecinco | Logo de Telecinco | Logo de Telecinco |
| Edición              | 1    | 2    | 3                 | 4                 | 5                 |
| Año                  | 2004 | 2005 | 2011              | 2022              | 2023              |
| -------------------- | ---- | ---- | ----------------- | ----------------- | ----------------- |
| Terelu Campos        |      |      |                   |                   |                   |
| Jaime Bores          |      |      |                   |                   |                   |
| Óscar Modrego        |      |      |                   |                   |                   |
| Jorge Javier Vázquez |      |      |                   |                   |                   |
| Raquel Sánchez Silva |      |      |                   |                   |                   |
| Christian Gálvez     |      |      |                   |                   |                   |
| Lara Álvarez         |      |      |                   |                   |                   |
| Carlos Sobera        |      |      |                   |                   |                   |
|                      |      |      |                   |                   |                   |
| Ion Aramendi         |      |      |                   |                   |                   |
| Nagore Robles        |      |      |                   |                   |                   |
| Sandra Barneda       |      |      |                   |                   |                   |

    
Galas
    
Desde la granja
    
Debates
    
Sustitución en debates

## La Granja(2004)
- 8 de septiembre de 2004 — 23 de noviembre de 2004 (77 días).

Fue estrenada y emitida en Antena 3, en septiembre de 2004. La primera edición se estrenó el 8 de septiembre de 2004 y terminó el 23 de noviembre del 2004 tras 77 días de convivencia en La Granja. El reality fue presentado por Terelu Campos en las galas semanales y Jaime Bores en los resúmenes diarios y debates.
Esta primera edición contó con 14 personajes famosos de ambos sexos:7 hombres y 7 mujeres, dos de ellos de nacionalidad extranjera. Los participantes formaron parte del equipo durante 10 semanas y ocuparon el rol de granjeros conviviendo en una finca construida expresamente para el reality situada a las afueras de la localidad barcelonesa. Sin embargo, los concursantes tuvieron que acatar las normas del programa como la de convivir sin agua corriente ni electricidad, asearse con agua fría, hacer las necesidades en el exterior, cocinar a carbón o cocinar comida básica y mínima.

### Participantes
|               |                          | Conocido por…                       | Edad    | S. Capataz      | S. Nominado          | Posición final                       |
| ------------- | ------------------------ | ----------------------------------- | ------- | --------------- | -------------------- | ------------------------------------ |
| Participantes | Loreto Valverde          | Actriz y presentadora de TV         | 37 años | 7.ª             | 5.ª, 9.ª y 10.ª      | Ganadora (60 %)                      |
| Participantes | Fran Murcia              | Jugador de baloncesto               | 33 años | 3.ª, 9.ª y 10.ª | Nunca                | 2.º finalista (40 %)                 |
| Participantes | Cristina Sánchez         | Torera                              | 32 años | 1.ª y 8.ª       | Nunca                | 3.ª finalista (22 %)                 |
| Participantes | Arancha Bonete           | Modelo, Chica Playboy               | 27 años | 2.ª             | 1.ª, 6.ª, 8.ª y 10.ª | 10.ª expulsada (37 %)                |
| Participantes | Olivia de Borbón         | Aristócrata                         | 30 años | 7.ª             | 9.ª                  | 9.ª expulsada (35 %)                 |
| Participantes | Shangay Lily (†)         | Drag-queen y escritor               | 41 años | 5.ª             | 8.ª                  | 8.º expulsado (9%)                   |
| Participantes | Jorge Juste              | Empresario, expareja de Ana Obregón | 44 años | 2.ª             | 4.ª                  | Abandono voluntario                  |
| Participantes | Ernesto Calzadilla       | Modelo, Míster Venezuela 1998       | 30 años | 4.ª             | 7.ª                  | 7.º expulsado (37%) y 4.º eliminado  |
| Participantes | Paco Fernández Ochoa (†) | Esquiador olímpico                  | 54 años | Nunca           | 6.ª                  | 6.º expulsado (32%) y 2.º eliminado  |
| Participantes | Alonso Caparrós          | Presentador de TV                   | 33 años | Nunca           | 3.ª y 5.ª            | 5.º expulsado (26%)                  |
| Participantes | Paquita Torres           | Modelo y actriz, Miss España 1966   | 54 años | Nunca           | 4.ª                  | 4.ª expulsada (43%) y 3.ª eliminada  |
| Participantes | Mari Cielo Pajares       | Actriz, hija de Andrés Pajares      | 28 años | Nunca           | 3.ª                  | 3.ª expulsada (27%) y 1.ª eliminada  |
| Participantes | Lía Chapman              | Actriz                              | 32 años | 2.ª             | 2.ª                  | 2.ª expulsada (44 %) y Mejor Bracera |
| Participantes | David Meca               | Nadador de aguas abiertas           | 30 años | Nunca           | 1.ª                  | 1.er expulsado (48,27 %)             |

### Estadísticas semanales
|            | Gala 1 | Gala 1   | Gala 2    | Gala 3    | Gala 4    | Gala 5    | Gala 6    | Gala 7    | Gala 8   | Gala 8   | Gala 9    | Gala 10   | Gala 11   | Final     |
| ---------- | ------ | -------- | --------- | --------- | --------- | --------- | --------- | --------- | -------- | -------- | --------- | --------- | --------- | --------- |
| Loreto     | Entra  | Salvada  | Salvada   | Salvada   | Salvada   | Nominada  | Salvada   | Capataza  | Salvada  | Salvada  | Nominada  | Nominada  | Finalista | Ganadora  |
| Fran       | Entra  | Salvado  | Salvado   | Capataz   | Salvado   | Salvado   | Salvado   | Salvado   | Salvado  | Salvado  | Capataz   | Capataz   | Finalista | Segundo   |
| Cristina   | Entra  | Capataza | Salvada   | Salvada   | Salvada   | Salvada   | Salvada   | Salvada   | Capataza | Capataza | Salvada   | Salvada   | Finalista | Tercera   |
| Arancha    | Entra  | Nominada | Capataza  | Salvada   | Salvada   | Salvada   | Nominada  | Salvada   | Nominada | Nominada | Salvada   | Nominada  | Expulsada |           |
| Olivia     | Entra  | Salvada  | Salvada   | Salvada   | Salvada   | Salvada   | Capataza  | Nominada  | Salvada  | Salvada  | Nominada  | Expulsada |           |           |
| Shangay    | Entra  | Salvado  | Salvado   | Salvado   | Salvado   | Capataz   | Salvado   | Salvado   | Nominado | Nominado | Expulsado |           |           |           |
| Jorge      | Entra  | Salvado  | Nominado  | Salvado   | Nominado  | Salvado   | Salvado   | Salvado   | Abandono | Abandono |           |           |           |           |
| Ernesto    | Entra  | Salvado  | Salvado   | Salvado   | Capataz   | Salvado   | Salvado   | Nominado  | Exp.     | Rep.     | Sigue     | Sigue     | Sigue     | Eliminado |
| Paco       | Entra  | Salvado  | Salvado   | Salvado   | Salvado   | Salvado   | Nominado  | Expulsado | Repesca  | Repesca  | Sigue     | Eliminado |           |           |
| Alonso     | Entra  | Salvado  | Salvado   | Nominado  | Salvado   | Nominado  | Expulsado |           |          |          |           |           |           |           |
| Paquita    | Entra  | Salvada  | Salvada   | Salvada   | Nominada  | Expulsada |           |           | Repesca  | Repesca  | Sigue     | Sigue     | Eliminada |           |
| Mari Cielo | Entra  | Salvada  | Salvada   | Nominada  | Expulsada |           |           |           | Repesca  | Repesca  | Eliminada |           |           |           |
| Lía        | Entra  | Salvada  | Nominada  | Expulsada |           |           |           |           | Repesca  | Repesca  | Sigue     | Sigue     | Sigue     | Bracera   |
| David      | Entra  | Nominado | Expulsado |           |           |           |           |           |          |          |           |           |           |           |

### Audiencia en las Galas
| Fecha      | Características del programa                                                | Espectadores | Audiencia |
| ---------- | --------------------------------------------------------------------------- | ------------ | --------- |
| 08/09/2004 | Presentación de equipos                                                     | 3 381 000    | 27,0%     |
| 12/09/2004 | Capataz:Cristina / Nominación de David y Arancha                            | 1 800 000    | 21,3%     |
| 14/09/2004 | Expulsión de David Meca                                                     | 2 947 000    | 24,0%     |
| 19/09/2004 | Capataz: Arancha / Nominación de Jorge y Lía                                | 1 743 000    | 19,3%     |
| 21/09/2004 | Expulsión de Lía Chapman                                                    | 2 468 000    | 17,1%     |
| 26/09/2004 | Capataz:Fran / Nominación de Alonso y Mari Cielo                            | 1 801 000    | 21,4%     |
| 28/09/2004 | Expulsión de Mari Cielo Pajares                                             | 3 196 000    | 25,0%     |
| 03/10/2004 | Capataz:Ernesto / Nominación de Jorge y Paquita                             | 1 851 000    | 25,0%     |
| 05/10/2004 | Expulsión de Paquita Torres                                                 | 2 922 000    | 21,0%     |
| 10/10/2004 | Capataz:Shangay / Nominación de Loreto y Alonso                             | 1 562 000    | 19,3%     |
| 12/10/2004 | Expulsión de Alonso Caparrós                                                | 3 092 000    | 25,0%     |
| 17/10/2004 | Capataz:Olivia / Nominación de Arancha y Paco                               | 1 678 000    | 23,0%     |
| 19/10/2004 | Expulsión de Paco Fernández                                                 | 3 026 000    | 22,0%     |
| 24/10/2004 | Capataz:Loreto / Nominación de Olivia y Ernesto                             | 2 401 000    | 19,2%     |
| 26/10/2004 | Abandono de Jorge Juste y Expulsión de Ernesto Calzadilla                   | 2 946 000    | 20,4%     |
| 31/10/2004 | Capataz:Cristina / Nominación de Arancha y Shangay / Regreso exconcursantes | 2 465 000    | 22,3%     |
| 02/11/2004 | Expulsión de Shangay Lily                                                   | 2 687 000    | 20,2%     |
| 07/11/2004 | Capataz:Fran / Nominación de Loreto y Olivia / Eliminación de Maricielo     | 2 234 000    | 18,7%     |
| 09/11/2004 | Expulsión de Olivia de Borbón                                               | 3 016 000    | 21,0%     |
| 14/11/2004 | Capataz:Fran / Nominación de Loreto y Arancha / Eliminación de Paco         | 2 348 000    | 19,1%     |
| 16/11/2004 | Expulsión de Arancha Bonete / Eliminación de Paquita                        | 3 006 000    | 20,3%     |
| 21/11/2004 | Mejor Bracera:Lía                                                           | 1 783 000    | 29,8%     |
| 23/11/2004 | Final:Cristina (3.ª) Fran (2.ª) Loreto (Ganadora)                           | 3 615 000    | 23,5%     |

### Presentadores
Los presentadores de esta edición fueron:
- Terelu Campos, Galas semanales desde plató.
- Jaime Bores, Resúmenes diarios y debates semanales.

## La Granja 2(2005)
- 29 de marzo de 2005 — 5 de junio de 2005 (69 días).

Fue emitida en Antena 3, en marzo de 2005. La segunda edición se estrenó el 29 de marzo de 2005 y terminó el 5 de junio del 2005 tras 69 días de convivencia en La Granja. Esta edición fue presentada por Terelu Campos en las galas semanales y Óscar Modegro en los resúmenes diarios y debates.
La segunda edición también contó con 14 personajes famosos de ambos sexos:7 hombres y 7 mujeres, dos de ellas de nacionalidad extranjera. Los participantes formaron parte del equipo durante 69 días y se enfrentaron a la temporada más dura del programa. Se les proporcionaba una ración básica de alimentos y el resto de necesidades debían de adquirirlas con el dinero que ellos conseguían procedente de la comercialización de productos de la granja o con los trabajos realizados.
El lema de esta edición fue:"Cama y comida a cambio de trabajo".

### Participantes
|               |                        | Conocido por…                       | Edad    | Semanas Líder | Semanas Nominado     | Información           |
| ------------- | ---------------------- | ----------------------------------- | ------- | ------------- | -------------------- | --------------------- |
| Participantes | Miguel Ángel Redondo   | Modelo, pareja de Marlène Mourreau  | 25 años | 6.ª y 9.ª     | 10.ª                 | Ganador (54%)         |
| Participantes | María Jesús Grados     | Cantante y acordeonista             | 49 años | Nunca         | 5.ª, 8.ª, 9.ª y 10.ª | 2.ª finalista (46 %)  |
| Participantes | Daniel Martín, Dani DJ | DJ, expareja de Belén Esteban       | 31 años | 8.ª           | 1.ª y 10.ª           | 3.er finalista (20 %) |
| Participantes | Paco Arévalo (†)       | Humorista y actor                   | 57 años | 2.ª           | 3.ª, 7.ª y 10.ª      | 11.º expulsado        |
| Participantes | Rappel                 | Vidente                             | 59 años | 3.ª           | 10.ª                 | 10.º expulsado        |
| Participantes | Lucía                  | Cantante                            | 41 años | 4.ª           | 9.ª                  | 9.ª expulsada (21%)   |
| Participantes | María Jesús Ruiz       | Actriz, Miss España 2004            | 22 años | 7.ª           | 8.ª                  | 8.ª expulsada (40%)   |
| Participantes | Alicia Machado         | Actriz y modelo, Miss Universo 1996 | 28 años | Nunca         | 2.ª, 4.ª, 6.ª y 7.ª  | 7.ª expulsada (35 %)  |
| Participantes | Erik Putzbach          | Estilista                           | 24 años | 5.ª           | 6.ª                  | 6.º expulsado (42 %)  |
| Participantes | Fernando Acaso         | Periodista y presentador de TV      | 41 años | 1.ª           | 5.ª                  | 5.º expulsado (44 %)  |
| Participantes | Jordi Gómez Llunas     | Cantante, hijo de Dyango            | 26 años | Nunca         | 4.ª                  | 4.º expulsado (46 %)  |
| Participantes | Susana Estrada         | Actriz y vedete                     | 55 años | Nunca         | 3.ª                  | 3.ª expulsada (38%)   |
| Participantes | Selena Leo             | Cantante                            | 29 años | Nunca         | 2.ª                  | 2.ª expulsada (39 %)  |
| Participantes | Two Yupa               | Modelo y DJ, ex de Rappel           | 33 años | Nunca         | 1.ª                  | 1.ª expulsada (41 %)  |

### Estadísticas semanales
|              | Gala 1 | Gala 1   | Gala 2    | Gala 3    | Gala 4    | Gala 5    | Gala 6    | Gala 7    | Gala 8    | Gala 9    | Gala 10   | Gala 10   | Final   |
| ------------ | ------ | -------- | --------- | --------- | --------- | --------- | --------- | --------- | --------- | --------- | --------- | --------- | ------- |
| Miguel Ángel | Entra  | Salvado  | Salvado   | Salvado   | Salvado   | Salvado   | Capataz   | Salvado   | Salvado   | Capataz   | Nominado  | Finalista | Ganador |
| Mª Jesús G.  | Entra  | Salvada  | Salvada   | Salvada   | Salvada   | Nominada  | Salvada   | Salvada   | Nominada  | Nominada  | Nominada  | Finalista | Segunda |
| Dani         | Entra  | Nominado | Salvado   | Salvado   | Salvado   | Salvado   | Salvado   | Salvado   | Capataz   | Salvado   | Nominado  | Finalista | Tercero |
| Arévalo      | Entra  | Salvado  | Capataz   | Nominado  | Salvado   | Salvado   | Salvado   | Nominado  | Salvado   | Salvado   | Nominado  | Expulsado |         |
| Rappel       | Entra  | Salvado  | Salvado   | Capataz   | Salvado   | Salvado   | Salvado   | Salvado   | Salvado   | Salvado   | Nominado  | Expulsado |         |
| Lucía        | Entra  | Salvada  | Salvada   | Salvada   | Capataza  | Salvada   | Salvada   | Salvada   | Salvada   | Nominada  | Expulsada |           |         |
| Mª Jesús R.  | Entra  | Salvada  | Salvada   | Salvada   | Salvada   | Salvada   | Salvada   | Capataza  | Nominada  | Expulsada |           |           |         |
| Alicia       | Entra  | Salvada  | Nominada  | Salvada   | Nominada  | Salvada   | Nominada  | Nominada  | Expulsada |           |           |           |         |
| Erik         | Entra  | Salvado  | Salvado   | Salvado   | Salvado   | Capataz   | Nominado  | Expulsado |           |           |           |           |         |
| Fernando     | Entra  | Capataz  | Salvado   | Salvado   | Salvado   | Nominado  | Expulsado |           |           |           |           |           |         |
| Jordi        | Entra  | Salvado  | Salvado   | Salvado   | Nominado  | Expulsado |           |           |           |           |           |           |         |
| Susana       | Entra  | Salvada  | Salvada   | Nominada  | Expulsada |           |           |           |           |           |           |           |         |
| Selena       | Entra  | Salvada  | Nominada  | Expulsada |           |           |           |           |           |           |           |           |         |
| Two Yupa     | Entra  | Nominada | Expulsada |           |           |           |           |           |           |           |           |           |         |

### Audiencia en las Galas
| Fecha      | Características del programa                                                        | Espectadores | Audiencia |
| ---------- | ----------------------------------------------------------------------------------- | ------------ | --------- |
| 29/03/2005 | Presentación de equipos / Nominación de Dani y de Two Yupa                          | 3 063 000    | 20,0%     |
| 03/04/2005 | Expulsión de Two Yupa                                                               | 1 290 000    | 14,0%     |
| 05/04/2005 | Nominación de Alicia y Selena                                                       | 2 427 000    | 16,0%     |
| 10/04/2005 | Expulsión de Selena Leo                                                             | 1 094 000    | 17,0%     |
| 12/04/2005 | Nominación de Arévalo y Susana                                                      | 2 221 000    | 15,0%     |
| 17/04/2005 | Expulsión de Susana Estrada / Nominación de Alicia y Jordi                          | 1 146 000    | 20,0%     |
| 24/04/2005 | Expulsión de Jordi Gómez / Nominación de María Jesús acordeón y Fernando            | 1 559 000    | 22,1%     |
| 01/05/2005 | Expulsión de Fernando Acaso / Nominación de Alicia y Eric                           | 1 785 000    | 17,3%     |
| 08/05/2005 | Expulsión de Erik Putzbach / Nominación de Arévalo y Alicia                         | 1 763 000    | 21,0%     |
| 15/05/2005 | Expulsión de Alicia Machado / Nominación de María Jesús acordeón y María Jesús Ruíz | 1 759 000    | 16,0%     |
| 22/05/2005 | Expulsión de María Jesús Ruiz / Nominación de María Jesús acordeón y Lucía          | 1 666 000    | 24,3%     |
| 29/05/2005 | Expulsión de Lucía, Rappel y Arévalo                                                | 1 425 000    | 18,0%     |
| 05/06/2005 | Final:Dani (3.º) Mª Jesús acordeón (2.ª) Miguel Ángel (Ganador)                     | 2 048 000    | 19,0%     |

### Presentadores
Los presentadores de esta edición fueron:
- Terelu Campos, Galas semanales desde plató.
- Óscar Modrego, Resúmenes diarios y debates semanales.

## Acorralados: Aventura en el bosque(2011)
- 15 de septiembre de 2011 — 22 de diciembre de 2011 (98 días).

La tercera edición fue estrenada y emitida en Telecinco bajo el nombre de Acorralados en septiembre de 2011, después de haber pasado por Antena 3 durante dos temporadas. El formato aterrizó el 15 de septiembre de 2011 y terminó el 22 de diciembre del mismo año tras 98 días de convivencia en la casona. Esta edición fue presentada por Jorge Javier Vázquez como moderador de las galas semanales, Raquel Sánchez-Silva que se encontraría en el establo y Christian Gálvez en el Última hora y debates semanales. Por otro lado, los concursantes fueron alojados en una casona rural situada en medio de una hermosa finca en la ladera de la Sierra del Sueve, en el pueblo de Lodeña perteneciente al concejo de Piloña en Asturias.
La mecánica de esta edición de Acorralados consistió en que un grupo de famosos debían llevar las riendas de una granja. Cada semana procederían a nominarse y el público a expulsar, así hasta llegar a la final en la que el ganador se embolsó un premio de 120 000 euros. Sin embargo, las condiciones en la casona fueron muy rudas; no tenían agua caliente, debían dormir en el suelo, prepararse su fuego... pero el capataz (encargado de distribuir las tarea) y su ayudante, elegido por este, tenían el privilegio de alojarse en una habitación con cama y aseo. Además, los participantes contaron en todo momento con la supervisión de Manuel, un granjero que los asesoraba y ayudó en ciertas tareas.
El lema de esta edición fue:"Aventura en el bosque".

### Participantes
| Concursantes  | Concursantes               | Edad    | Conocido por…                         | Semanas Inmune    | Semanas Nominado                  | Clasificación             |
| ------------- | -------------------------- | ------- | ------------------------------------- | ----------------- | --------------------------------- | ------------------------- |
| Participantes | Nagore Robles              | 28 años | Concursante de Gran Hermano 11        | 3.ª,7.ª,11.ª,13.ª | 2.ª,5.ª,6.ª,10y F                 | Ganadora (56%)            |
| Participantes | Raquel Bollo               | 36 años | Exmujer de Chiquetete                 | 10.ª              | 14.ª                              | 2.ª finalista (44%)       |
| Participantes | Blanca de Borbón           | 55 años | Hija de Leandro de Borbón             | 5.ª y 6.ª         | 1.ª, 2.ª, 3.ª, 4.ª, 8.ª, 12.ª y F | 3.ª finalista (58%)       |
| Participantes | Regina Do Santos           | 58 años | Bailarina y cantante                  | 10.ª              | 1.ª, 9.ª, 11.ª, 13.ª y 14.ª       | 1.ª / 14.ª expulsada(67%) |
| Participantes | Liberto López de la Franca | 37 años | Profesor de Las Joyas de la Corona    | Nunca             | 9.ª, 10.ª, 11.ª y 13.ª            | 13.er expulsado           |
| Participantes | Mari Ángeles Delgado       | 57 años | Madre de Aída Nízar                   | 1.ª, 2.ª y 5.ª    | 3.ª, 4.ª, 7.ª, 8.ª, 11.ª y 12.ª   | 8.ª / 12.ª expulsada      |
| Participantes | Úrsula Aguilar             | 24 años | Modelo, Miss Málaga 2009              | Nunca             | 9.ª, 10.ª y 11.ª                  | 11.ª expulsada            |
| Participantes | Álvaro Muñoz Escassi       | 37 años | Jinete y jugador de polo              | 7.ª, 8.ª y 9.ª    | 10.ª                              | 10.º expulsado            |
| Participantes | Pedro Reche                | 28 años | Tronista de MyHyV                     | 6.ª, 7.ª y 8.ª    | 9.ª                               | 9.º expulsado             |
| Participantes | El Dioni                   | 62 años | Ladrón de un furgón blindado          | 9.ª               | 5.ª, 7.ª y 8.ª                    | Abandono forzado          |
| Participantes | Antonio David Flores       | 36 años | Exmarido de Rocío Carrasco            | 4.ª               | 5.ª, 6.ª y 7.ª                    | 7.º expulsado             |
| Participantes | Raúl Hidalgo               | 25 años | Modelo y presentador de TV            | Nunca             | 6.ª                               | 6.º expulsado             |
| Participantes | Leticia Sabater            | 45 años | Presentadora de TV, actriz y cantante | 4.ª               | 5.ª                               | 5.ª expulsada             |
| Participantes | Brenda Cerdá               | 22 años | Tronista de MyHyV                     | 3.ª               | 1.ª y 4.ª                         | 4.ª expulsada             |
| Participantes | Sonia Baby                 | 30 años | Acróbata vaginal                      | 2.ª               | 3.ª                               | 3.ª expulsada             |
| Participantes | Bárbara Rey                | 61 años | Actriz y vedette                      | 1.ª               | 2.ª                               | 2.ª expulsada             |

- Durante la cuarta semana recibieron la visita y compañía de Sofía Cristo, que iría a visitar a su novia, Nagore, y como responsable de un reto. Su estancia fue de una semana.
- Durante la séptima gala, Mercedes de Borbón, hermana de Blanca, sorprendió a los acorralados con una visita que duraría varios días.
- En la gala 8 Mari Ángeles recibió la visita de su hija Alia Nízar, quedándose en el concurso unos días.
- En la gala 8 Raquel Bollo, Liberto y Blanca fueron castigados siendo expulsados de la Casona y viviendo en el Hórreo por pasar y recibir información del exterior.
- A partir de la gala 11, las normas cambiaron, dado que el aspirante a capataz no era inmune, pudiendo ser nominado.
- Durante la gala 12 recibieron la visita de Toni Genil, ex superviviente 2011, disfrazado de Papá Noel Archivado el 5 de diciembre de 2011 en Wayback Machine., llevándoles el regalo de una visita a un spa y un hidromasaje; pasando unos días en la Casona.

### Estadísticas semanales
|               | Gala 1 | Gala 1   | Gala 2                      | Gala 3                      | Gala 4                 | Gala 5                           | Gala 6                              | Gala 7                        | Gala 8                  | Gala 9                     | Gala 10                             | Gala 11                      | Gala 12                              | Gala 13                  | Semifinal   | Final      | Final      | Final      |
| ------------- | ------ | -------- | --------------------------- | --------------------------- | ---------------------- | -------------------------------- | ----------------------------------- | ----------------------------- | ----------------------- | -------------------------- | ----------------------------------- | ---------------------------- | ------------------------------------ | ------------------------ | ----------- | ---------- | ---------- | ---------- |
| Nagore        | Entra  | Salvada  | Nominada                    | Capataza                    | Salvada                | Nominada                         | Nominada                            | Salvada                       | Salvada                 | Salvada                    | Capataza                            | Salvada                      | Capataza                             | Capataza                 | Capataza    | Finalista  | Nominada   | Ganadora   |
| Raquel        |        |          |                             |                             |                        | Entra                            | Exenta                              | Salvada                       | Salvada                 | Salvada                    | Salvada                             | Capataza                     | Salvada                              | Salvada                  | Nominada    | Finalista  | Capataza   | Segunda    |
| Blanca        | Entra  | Nominada | Nominada                    | Nominada                    | Nominada               | Capataza                         | Inmune                              | Salvada                       | Nominada                | Salvada                    | Salvada                             | Salvada                      | Nominada                             | Salvada                  | Salvada     | Finalista  | Nominada   | Tercera    |
| Regina        | Entra  | Nominada | Expulsada                   |                             |                        |                                  |                                     | Regresa                       | Repesca                 | Nominada                   | Inmune                              | Nominada                     | Salvada                              | Nominada                 | Nominada    | Expulsada  |            |            |
| Liberto       |        |          |                             |                             |                        | Entra                            | Exento                              | Salvado                       | Salvado                 | Nominado                   | Nominado                            | Nominado                     | Salvado                              | Nominado                 | Expulsado   |            |            |            |
| Ángeles       | Entra  | Inmune   | Inmune                      | Nominada                    | Nominada               | Inmune                           | Salvada                             | Nominada                      | Nominada                | Expulsada                  | Repesca                             | Nominada                     | Nominada                             | Expulsada                |             |            |            |            |
| Úrsula        |        |          |                             |                             |                        | Entra                            | Exenta                              | Salvada                       | Salvada                 | Nominada                   | Nominada                            | Nominada                     | Expulsada                            |                          |             |            |            |            |
| Álvaro        |        |          |                             |                             |                        | Entra                            | Exento                              | Capataz                       | Capataz                 | Capataz                    | Nominado                            | Expulsado                    |                                      |                          |             |            |            |            |
| Reche         | Entra  | Exento   | Exento                      | Exento                      | Salvado                | Salvado                          | Capataz                             | Inmune                        | Inmune                  | Nominado                   | Expulsado                           |                              |                                      |                          |             |            |            |            |
| Dioni         | Entra  | Exento   | Exento                      | Exento                      | Salvado                | Nominado                         | Salvado                             | Nominado                      | Nominado                | Inmune                     | A.Forzado                           |                              |                                      |                          |             |            |            |            |
| A. David      | Entra  | Exento   | Exento                      | Exento                      | Capataz                | Nominado                         | Nominado                            | Nominado                      | Expulsado               |                            |                                     |                              |                                      |                          |             |            |            |            |
| Raúl          | Entra  | Exento   | Exento                      | Exento                      | Salvado                | Salvado                          | Nominado                            | Expulsado                     |                         |                            | Eliminado                           |                              |                                      |                          |             |            |            |            |
| Leticia       | Entra  | Salvada  | Salvada                     | Salvada                     | Inmune                 | Nominada                         | Expulsada                           | Regresa                       | Eliminada               |                            |                                     |                              |                                      |                          |             |            |            |            |
| Brenda        | Entra  | Nominada | Salvada                     | Inmune                      | Nominada               | Expulsada                        |                                     |                               |                         |                            |                                     |                              |                                      |                          |             |            |            |            |
| Sonia         | Entra  | Salvada  | Capataza                    | Nominada                    | Expulsada              |                                  |                                     | Regresa                       | Eliminada               |                            |                                     |                              |                                      |                          |             |            |            |            |
| Bárbara       | Entra  | Capataza | Nominada                    | Expulsada                   |                        |                                  |                                     |                               |                         |                            |                                     |                              |                                      |                          |             |            |            |            |
|               |        |          |                             |                             |                        |                                  |                                     |                               |                         |                            |                                     |                              |                                      |                          |             |            |            |            |
| Eliminados    |        |          | Regina Más votada           | Bárbara Más votada          | Sonia 80%              | Brenda Más votada                | Leticia Más votada                  | Raúl Más votado               | A. David 36,5%          | M.ª Ángeles Más votada     | Reche Más votado                    | Álvaro Más votado            | Úrsula Más votada                    | M.ª Ángeles Menos votada | Liberto 51% | Regina 67% | Blanca 42% | Raquel 44% |
| No Eliminados |        |          | Blanca Brenda Menos votadas | Blanca Nagore Menos votadas | Blanca M.ª Ángeles 20% | Blanca M.ª Ángeles Menos votadas | A. David Dioni Nagore Menos votados | A. David Nagore Menos votados | Dioni M.ª Ángeles 63,5% | Blanca Dioni Menos votados | Liberto Regina Úrsula Menos votados | Liberto Úrsula Menos votados | Ángeles Liberto Regina Menos votados | Blanca Más votada        | Regina 49%  | Raquel 33% | Nagore 58% | Nagore 56% |

### Audiencia en las Galas
| Fecha      | Características del programa                                                                                             | Espectadores | Audiencia |
| ---------- | --- | ------------ | --------- |
| 15/09/2011 | Presentación de los concursantes / Nominación de Blanca, Brenda y Regina                                                 | 2 391 000    | 20,3%     |
| 22/09/2011 | Expulsión de Regina / Nominación de Blanca, Bárbara y Nagore                                                             | 2 402 000    | 17,4%     |
| 29/09/2011 | Expulsión de Bárbara / Nominación de Blanca, Sonia y Mari Ángeles                                                        | 2 368 000    | 17,0%     |
| 06/10/2011 | Expulsión de Sonia / Nominación de Blanca, Brenda y Mari Ángeles                                                         | 2 649 000    | 18,3%     |
| 13/10/2011 | Expulsión de Brenda / Entrada de Álvaro, Liberto, Raquel y Úrsula / Nominación de Nagore, Antonio David, Dioni y Leticia | 2 711 000    | 19,0%     |
| 20/10/2011 | Expulsión de Leticia / Nominación de Antonio David, Raúl y Nagore                                                        | 2 549 000    | 17,1%     |
| 27/10/2011 | Expulsión de Raúl / Inicio repesca:Regina, Sonia y Leticia / Nominación de Dioni, Antonio David y Mari Ángeles           | 2 731 000    | 18,1%     |
| 03/11/2011 | Expulsión de Antonio David / Repesca de Regina / Nominación de Blanca, Dioni y Mari Ángeles                              | 2 701 000    | 18,2%     |
| 10/11/2011 | Expulsión de Mari Ángeles / Nominación de Reche, Liberto, Úrsula y Regina                                                | 3 057 000    | 21,0%     |
| 17/11/2011 | Abandono del Dioni / Expulsión de Reche / Repesca de Mari Ángeles / Nominación de Liberto, Úrsula y Álvaro               | 2 568 000    | 18,0%     |
| 24/11/2011 | Expulsión de Álvaro / Nominación de Mari Ángeles, Liberto, Úrsula y Regina                                               | 2 485 000    | 17,1%     |
| 01/12/2011 | Expulsión de Úrsula / Nominación de Blanca y Mari Ángeles                                                                | 2 449 000    | 17,2%     |
| 08/12/2011 | Expulsión de Mari Ángeles / Nominación de Liberto y Regina                                                               | 2 538 000    | 17,4%     |
| 15/12/2011 | Expulsión de Liberto / Nominación de Raquel y Regina                                                                     | 2 429 000    | 19,2%     |
| 22/12/2011 | Expulsión de Regina / Nominación de aspirantes / Final: Blanca (3.ª) Raquel (2.ª) Nagore (Ganadora)                      | 3 336 000    | 24,4%     |
| 29/12/2011 | Debate Final presentado por Jorge Javier Vázquez                                                                         | 1 913 000    | 15,0%     |

### Presentadores
Los presentadores de esta edición fueron:
- Jorge Javier Vázquez en las galas semanales desde plató.
- Raquel Sánchez Silva en las galas semanales y en los resúmenes diarios.
- Christian Gálvez en los última hora y en los debates semanales.

## Pesadilla en El Paraíso(2022)
- 29 de agosto de 2022 - 5 de octubre de 2022 (37 días) - Grabado.
- 5 de octubre de 2022 - 21 de diciembre de 2022 (75 días) - En directo.

11 años después de la última adaptación del formato en Telecinco, Mediaset España adquiere de nuevo los derechos de «The Farm» para su emisión en septiembre de 2022 bajo el nombre de «Pesadilla en El Paraíso».
Esta nueva temporada del programa contará con Lara Álvarez como presentadora titular del espacio, y con Carlos Sobera como maestro de ceremonias de los debates del formato. En ella, 16 famosos deben colaborar para salir adelante en una granja emplazada en un entorno rural, sin las comodidades que la sociedad ha incorporado a lo largo del último siglo.
A diferencia de las versiones anteriores del formato y de otros programas de telerrealidad en España, Pesadilla en El Paraíso prescinde del directo, así como de la participación de la audiencia en las nominaciones y expulsiones, que se deciden a través de las pruebas y el consejo de los concursantes. Las grabaciones del programa empezaron en la granja escuela "El Dorado" en Jimena de la Frontera, el 29 de agosto de 2022.
Tras los discretos datos de audiencia de las primeras semanas, el 5 de octubre de 2022, Mediaset decidió cambiar el mecanismo del programa, retomando el formato clásico en directo de las anteriores ediciones, cambiando también las nominaciones, que las deciden los concursantes, y las expulsiones que pasan a ser decididas por la audiencia a través de la App de Mitele.

### Participantes
| Concursantes  | Concursantes             | Conocido por…                              | Edad    | Duración | Semanas inmune             | Semanas nominado          | Clasificación         |
| ------------- | ------------------------ | ------------------------------------------ | ------- | -------- | -------------------------- | ------------------------- | --------------------- |
| Participantes | Víctor Janeiro           | Torero                                     | 43 años | 119 días | 5.ª-7.ª, 11.ª, 14.ª y 15.ª | Final                     | Ganador (50,5%)       |
| Participantes | Beatriz Retamal          | Ganadora de Gran Hermano 17                | 26 años | 63 días  | 13.ª                       | 14.ª-16.ª y F             | 2.ª finalista (49,5%) |
| Participantes | Daniela Requena          | Periodista                                 | 31 años | 119 días | 5.ª, 8.ª y 16.ª            | 4.ª, 9.ª y F              | 3.ª finalista (27%)   |
| Participantes | Iván Molina              | Finalista de Insiders 1                    | 29 años | 63 días  | 13.ª y 16.ª                | Final                     | 4.º finalista (2%)    |
| Participantes | Israel Arroyo            | Vidente                                    | 46 años | 112 días | 5.ª y 15.ª                 | 1.ª, 2.ª, 6.ª, 8.ª y 16.ª | 16.º expulsado (59%)  |
| Participantes | Dani García Primo        | Participante de LIDLT 2                    | 27 años | 105 días | 3.ª, 5.ª-7.ª, 9.ª y 14.ª   | 10.ª-12.ª y 15.ª          | 15.º expulsado (56%)  |
| Participantes | Manuel González          | Participante de LIDLT 3                    | 31 años | 42 días  | 12.ª                       | 13.ª y 14.ª               | 14.º expulsado (74%)  |
| Participantes | Danna Ponce              | Influencer                                 | 28 años | 35 días  | 12.ª                       | 13.ª                      | 13.ª expulsada (57%)  |
| Participantes | Omar Sánchez             | Exmarido de Anabel Pantoja                 | 31 años | 77 días  | 1.ª, 3.ª, 9.ª-11.ª         | 4.ª, 7.ª y 12.ª           | 12.º expulsado (59%)  |
| Participantes | Patricia Pérez, "Steisy" | Tronista de MyHyV                          | 32 años | 70 días  | 4.ª y 10.ª                 | 2.ª y 11.ª                | 11.ª expulsada (58%)  |
| Participantes | Lucía Dominguín Bosé     | Hija de Lucía Bosé y Luis Miguel Dominguín | 65 años | 63 días  | 5.ª                        | 3.ª y 10.ª                | 10.ª expulsada (55%)  |
| Participantes | Marco Ferri              | Modelo y concursante de realities          | 33 años | 56 días  | 3.ª y 8.ª                  | 1.ª, 6.ª y 9.ª            | 9.º expulsado (71%)   |
| Participantes | Juan Alfonso Milán       | Biznieto de Alfonso XIII                   | 31 años | 48 días  | Nunca                      | 5.ª y 8.ª                 | 8.° expulsado         |
| Participantes | Gloria Camila Ortega     | Hija de José Ortega Cano y Rocío Jurado    | 26 años | 42 días  | 4.ª                        | 7.ª                       | 7.ª expulsada (62%)   |
| Participantes | Xavier Font              | Cantante de Locomía                        | 59 años | 36 días  | 2.ª                        | 3.ª, 5.ª y 6.ª            | 6.º expulsado         |
| Participantes | Raquel Lozano            | Concursante de Gran Hermano 16             | 36 años | 14 días  | Nunca                      | 5.ª                       | 5.ª expulsada         |
| Participantes | Marina Ruiz              | Tronista de MyHyV                          | 28 años | 28 días  | 1.ª                        | 4.ª                       | 4.ª expulsada         |
| Participantes | Alyson Eckmann           | Reportera y presentadora de TV             | 31 años | 21 días  | 2.ª                        | 3.ª                       | 3.ª expulsada         |
| Participantes | Nadia Jémez              | Hija de Paco Jémez                         | 22 años | 18 días  | Nunca                      | Nunca                     | Abandono voluntario   |
| Participantes | Mónica Hoyos             | Actriz y colaboradora de TV                | 45 años | 14 días  | Nunca                      | 2.ª                       | 2.ª expulsada         |
| Participantes | Pipi Estrada             | Periodista deportivo                       | 65 años | 7 días   | Nunca                      | 1.ª                       | 1.er expulsado        |

Nota: Raquel Lozano entra como sustituta de Nadia Jémez.

### Estadísticas semanales
|         | Fase 1 | Fase 1   | Fase 1    | Fase 1    | Fase 1    | Fase 1    | Fase 1    | Fase 2    | Fase 2    | Fase 2    | Fase 2    | Fase 2    | Fase 2    | Fase 2    | Fase 2    | Fase 2    | Fase 2    | Fase 2    | Fase 2    | Fase 2    | Fase 2  |
| Gala 1  | Gala 1 | Gala 2   | Gala 3    | Gala 4    | Gala 5    | Gala 6    | Gala 7    | Gala 8    | Gala 9    | Gala 10   | Gala 11   | Gala 12   | Gala 13   | Gala 14   | Gala 15   | Gala 16   | Gala 17   | Final     | Final     | Final     |         |
| ------- | ------ | -------- | --------- | --------- | --------- | --------- | --------- | --------- | --------- | --------- | --------- | --------- | --------- | --------- | --------- | --------- | --------- | --------- | --------- | --------- | ------- |
| Víctor  | Entra  | Salvado  | Salvado   | Salvado   | Salvado   | Capataz   | Inmune    | Inmune    | Salvado   | Salvado   | Salvado   | Inmune    | Salvado   | Salvado   | Inmune    | Inmune    | Salvado   | Finalista | Finalista | Finalista | Ganador |
| Bea     |        |          |           |           |           |           |           |           |           | Entra     | Exenta    | Salvada   | Salvada   | Inmune    | Nominada  | Nominada  | Nominada  | Finalista | Finalista | Finalista | Segunda |
| Daniela | Entra  | Salvada  | Salvada   | Salvada   | Nominada  | Inmune    | Salvada   | Salvada   | Inmune    | Nominada  | Salvada   | Salvada   | Salvada   | Salvada   | Salvada   | Salvada   | Inmune    | Finalista | Finalista | Tercera   |         |
| Iván    |        |          |           |           |           |           |           |           |           | Entra     | Exento    | Salvado   | Salvado   | Capataz   | Salvado   | Salvado   | Capataz   | Finalista | Cuarto    |           |         |
| Israel  | Entra  | Nominado | Nominado  | Salvado   | Salvado   | Inmune    | Nominado  | Salvado   | Nominado  | Salvado   | Salvado   | Salvado   | Salvado   | Salvado   | Salvado   | Capataz   | Nominado  | Expulsado |           |           |         |
| Dani    | Entra  | Salvado  | Salvado   | Capataz   | Salvado   | Inmune    | Capataz   | Capataz   | Salvado   | Inmune    | Nominado  | Nominado  | Nominado  | Salvado   | Capataz   | Nominado  | Expulsado |           |           |           |         |
| Manuel  |        |          |           |           |           |           |           |           |           | Entra     | Exento    | Salvado   | Inmune    | Nominado  | Nominado  | Expulsado |           |           |           |           |         |
| Danna   |        |          |           |           |           |           |           |           |           | Entra     | Exenta    | Salvada   | Capataza  | Nominada  | Expulsada |           |           |           |           |           |         |
| Omar    | Entra  | Inmune   | Salvado   | Inmune    | Nominado  | Salvado   | Salvado   | Nominado  | Salvado   | Capataz   | Inmune    | Capataz   | Nominado  | Expulsado |           |           |           |           |           |           |         |
| Steisy  | Entra  | Salvada  | Nominada  | Salvada   | Capataza  | Salvada   | Salvada   | Salvada   | Salvada   | Salvada   | Capataza  | Nominada  | Expulsada |           |           |           |           |           |           |           |         |
| Lucía   | Entra  | Salvada  | Salvada   | Nominada  | Salvada   | Inmune    | Salvada   | Salvada   | Salvada   | Salvada   | Nominada  | Expulsada |           |           |           |           |           |           |           |           |         |
| Marco   | Entra  | Nominado | Salvado   | Capataz   | Salvado   | Salvado   | Nominado  | Salvado   | Capataz   | Nominado  | Expulsado |           |           |           |           |           |           |           |           |           |         |
| Juan    | Entra  | Salvado  | Salvado   | Salvado   | Salvado   | Nominado  | Salvado   | Salvado   | Nominado  | Expulsado |           |           |           |           |           |           |           |           |           |           |         |
| Gloria  | Entra  | Salvada  | Salvada   | Salvada   | Inmune    | Salvada   | Salvada   | Nominada  | Expulsada |           |           |           |           |           |           |           |           |           |           |           |         |
| Xavier  | Entra  | Salvado  | Capataz   | Nominado  | Salvado   | Nominado  | Nominado  | Expulsado |           |           |           |           |           |           |           |           |           |           |           |           |         |
| Raquel  |        |          |           |           | Entra     | Nominada  | Expulsada |           |           |           |           |           |           |           |           |           |           |           |           |           |         |
| Marina  | Entra  | Capataza | Salvada   | Salvada   | Nominada  | Expulsada |           |           |           |           |           |           |           |           |           |           |           |           |           |           |         |
| Alyson  | Entra  | Salvada  | Inmune    | Nominada  | Expulsada |           |           |           |           |           |           |           |           |           |           |           |           |           |           |           |         |
| Nadia   | Entra  | Salvada  | Salvada   | Abandono  |           |           |           |           |           |           |           |           |           |           |           |           |           |           |           |           |         |
| Mónica  | Entra  | Salvada  | Nominada  | Expulsada |           |           |           |           |           |           |           |           |           |           |           |           |           |           |           |           |         |
| Pipi    | Entra  | Nominado | Expulsado |           |           |           |           |           |           |           |           |           |           |           |           |           |           |           |           |           |         |

(*): Salvados de la nominación por sus compañeros.

### Presentadores
- Lara Álvarez en las galas y en los última hora.
- Carlos Sobera en las galas desde plató y en los debates semanales.
- Ion Aramendi en el debate semanal del 11 de diciembre de 2022 en sustitución de Carlos Sobera.

## Pesadilla en El Paraíso 2(2023)
- 2 de enero de 2023 - 8 de enero de 2023 (6 días) - Grabado.
- 8 de enero de 2023 - 19 de febrero de 2023 (42 días) - En directo.

Mediaset España apuesta por una nueva edición del formato, la cual será la quinta que se realiza en España, pero en esta nueva edición apostará por el directo desde el primer día de concurso.
Esta segunda temporada del programa contará con Nagore Robles como presentadora titular del espacio, y con Carlos Sobera como maestro de ceremonias de las galas del formato, junto a Sandra Barneda que presentará los debates. En ella, 10 
nuevos famosos deberán colaborar para salir adelante en una granja emplazada en un entorno rural, sin las comodidades que la sociedad ha incorporado a lo largo del último siglo.

### Participantes
| Concursantes  | Concursantes        | Conocido por…                     | Edad    | Duración | Semanas inmune | Semanas nominado | Clasificación        |
| Participantes |                     |                                   |         |          |                |                  |                      |
| ------------- | ------------------- | --------------------------------- | ------- | -------- | -------------- | ---------------- | -------------------- |
| Participantes | Borja Estrada       | Hijo de Pipi Estrada              | 38 años | 42 días  | 3.ª-6.ª        | 7.ª y F          | Ganador (58%)        |
| Participantes | Tania Déniz         | Participante de LIDLT 5           | 21 años | 42 días  | 2.ª y 6.ª      | 4.ª, 7.ª y F     | 2.ª finalista (42%)  |
| Participantes | Antonio Montero     | Periodista y colaborador de TV    | 59 años | 42 días  | 1.ª y 3.ª      | 7.ª y F          | 3.er finalista (23%) |
| Participantes | Mar López           | Participante de Amor con fianza   | 22 años | 39 días  | Nunca          | 5.ª-7.ª          | 7.ª expulsada (4%)   |
| Participantes | Silvina Magari      | Participante de Got Talent España | 44 años | 39 días  | 4.ª y 5.ª      | 6.ª              | 6.ª expulsada (42%)  |
| Participantes | María José Galera   | Concursante de Gran Hermano 1     | 53 años | 14 días  | Nunca          | 5.ª              | 5.ª expulsada (42%)  |
| Participantes | Kiko Jiménez        | Tronista de MyHyV                 | 30 años | 25 días  | Nunca          | 1.ª-4.ª          | 4.º expulsado (41%)  |
| Participantes | José Antonio Avilés | Periodista y colaborador de TV    | 26 años | 18 días  | 2.ª            | 3.ª              | 3.er expulsado (47%) |
| Participantes | Maite Galdeano      | Concursante de Gran Hermano 16    | 53 años | 11 días  | 1.ª            | 2.ª              | 2.ª expulsada (45%)  |
| Participantes | Pablo Sebastian     | Expianista de Cine de barrio      | 76 años | 11 días  | Nunca          | Nunca            | Abandono forzado     |
| Participantes | Begoña Gutiérrez    | Examiga de Isabel Pantoja         | 66 años | 4 días   | Nunca          | 1.ª              | 1.ª expulsada (49%)  |

Nota: María José Galera entra como sustituta de Pablo Sebastián.

### Estadísticas semanales
|         | Gala 1 | Gala 1   | Gala 2    | Gala 3    | Gala 4    | Gala 5    | Gala 6    | Gala 7    | Gala 7    | Final     | Final   |
| ------- | ------ | -------- | --------- | --------- | --------- | --------- | --------- | --------- | --------- | --------- | ------- |
| Borja   | Entra  | Salvado  | Salvado   | Capataz   | Inmune    | Inmune    | Capataz   | Nominado  | Finalista | Finalista | Ganador |
| Tania   | Entra  | Salvada  | Capataza  | Salvada   | Nominada  | Salvada   | Inmune    | Nominada  | Finalista | Finalista | Segunda |
| Antonio | Entra  | Inmune   | Salvado   | Inmune    | Salvado   | Salvado   | Salvado   | Nominado  | Finalista | Tercero   |         |
| Mar     | Entra  | Salvada  | Salvada   | Salvada   | Salvada   | Nominada  | Nominada  | Nominada  | Expulsada |           |         |
| Silvina | Entra  | Salvada  | Salvada   | Salvada   | Capataza  | Capataza  | Nominada  | Expulsada |           |           |         |
| M.ªJosé |        |          |           | Entra     | Salvada   | Nominada  | Expulsada |           |           |           |         |
| Kiko    | Entra  | Nominado | Nominado  | Nominado  | Nominado  | Expulsado |           |           |           |           |         |
| Avilés  | Entra  | Salvado  | Inmune    | Nominado  | Expulsado |           |           |           |           |           |         |
| Maite   | Entra  | Capataza | Nominada  | Expulsada |           |           |           |           |           |           |         |
| Pablo   | Entra  | Salvado  | Salvado   | A.Forzado |           |           |           |           |           |           |         |
| Begoña  | Entra  | Nominada | Expulsada |           |           |           |           |           |           |           |         |

### Audiencia

#### Galas
| Fecha      | Día     | Características                                                                                   | Audiencia    | Audiencia |
| Fecha      | Día     | Características                                                                                   | Espectadores | Cuota     |
| ---------- | ------- | ------------------------------------------------------------------------------------------------- | ------------ | --------- |
| 08/01/2023 | Domingo | Gala 1 / Presentación de los concursantes / Nominación de Begoña y Kiko                           | 1 028 000    | 10,7%     |
| 12/01/2023 | Jueves  | Gala 2 / Expulsión de Begoña Gutiérrez / Nominación de Maite y Kiko / Abandono de Pablo Sebastián | 1 006 000    | 10,4%     |
| 19/01/2023 | Jueves  | Gala 3 / Expulsión de Maite Galdeano / Nominación de Kiko y Avilés / Entrada de María José Galera | 918 000      | 9,6%      |
| 26/01/2023 | Jueves  | Gala 4 / Expulsión de José Antonio Avilés / Nominación de Tania y Kiko                            | 843 000      | 8,0%      |
| 02/02/2023 | Jueves  | Gala 5 / Expulsión de Kiko Jiménez / Nominación de Mª José y Mar                                  | 909 000      | 9,9%      |
| 09/02/2023 | Jueves  | Gala 6 / Expulsión de María José Galera / Nominación de Silvina y Mar                             | 821 000      | 8,8%      |
| 16/02/2023 | Jueves  | Gala 7 / Expulsión de Silvina Magari y Mar López                                                  | 931 000      | 10,0%     |
| 19/02/2023 | Domingo | Final / 3.°: Antonio Montero / 2.ª: Tania Déniz / Ganador: Borja Estrada                          | 948 000      | 9,9%      |

#### Debates
| Fecha      | Día     | Audiencia    | Audiencia |
| Fecha      | Día     | Espectadores | Cuota     |
| ---------- | ------- | ------------ | --------- |
| 15/01/2023 | Domingo | 967 000      | 10,2%     |
| 22/01/2023 | Domingo | 935 000      | 9,9%      |
| 29/01/2023 | Domingo | 880 000      | 9,2%      |
| 05/02/2023 | Domingo | 880 000      | 9,2%      |
| 12/02/2023 | Domingo | 806 000      | 8,4%      |
| 23/02/2023 | Jueves  | 706 000      | 7,4%      |

#### Últimas Horas
| Fecha      | Día       | Audiencia    | Audiencia |
| Fecha      | Día       | Espectadores | Cuota     |
| ---------- | --------- | ------------ | --------- |
| 09/01/2023 | Lunes     | 974 000      | 6,6%      |
| 10/01/2023 | Martes    | 1 102 000    | 7,7%      |
| 11/01/2023 | Miércoles | 1 130 000    | 8,0%      |
| 17/01/2023 | Martes    | 1 056 000    | 7,3%      |
| 25/01/2023 | Miércoles | 1 041 000    | 7,2%      |
| 01/02/2023 | Miércoles | 984 000      | 6,9%      |

### Presentadores
- Carlos Sobera, Galas desde el plató de Pesadilla en El Paraíso y debate final.
- Nagore Robles, Presentadora desde la granja.
- Sandra Barneda, Debates semanales de Pesadilla en El Paraíso.

## Palmarés
| Edición                   | Fecha | Presentador en plató | Presentador en la granja | Presentador debates | Canal de emisión | Ganador              | Subcampeón         | Tercero          | Cuarto           |
| ------------------------- | ----- | -------------------- | ------------------------ | ------------------- | ---------------- | -------------------- | ------------------ | ---------------- | ---------------- |
| La Granja                 | 2004  | Terelu Campos        | -                        | Jaime Bores         | Antena 3         | Loreto Valverde      | Fran Murcia        | Cristina Sánchez | Arancha Bonete   |
| La Granja 2               | 2005  | Terelu Campos        | -                        | Óscar Modrego       | Antena 3         | Miguel Ángel Redondo | María Jesús Grados | Dani DJ          | Paco Arévalo     |
| Acorralados               | 2011  | Jorge Javier Vázquez | Raquel Sánchez Silva     | Christian Gálvez    | Telecinco        | Nagore Robles        | Raquel Bollo       | Blanca de Borbón | Regina Do Santos |
| Pesadilla en El Paraíso   | 2022  | Carlos Sobera        | Lara Álvarez             | Ion Aramendi        | Telecinco        | Víctor Janeiro       | Beatriz Retamal    | Daniela Requena  | Iván Molina      |
| Pesadilla en El Paraíso 2 | 2023  | Carlos Sobera        | Nagore Robles            | Sandra Barneda      | Telecinco        | Borja Estrada        | Tania Déniz        | Antonio Montero  | Mar López        |

## Audiencia media de todas las ediciones
| Edición                   | Presentador en plató | Presentador en la granja | Presentador de los debates | Fecha | Cadena    | Espectadores | Cuota |
| ------------------------- | -------------------- | ------------------------ | -------------------------- | ----- | --------- | ------------ | ----- |
| La Granja                 | Terelu Campos        | -                        | Jaime Bores                | 2004  | Antena 3  | 2 611 000    | 22,2% |
| La Granja 2               | Terelu Campos        | -                        | Óscar Modrego              | 2005  | Antena 3  | 1 804 000    | 18,4% |
| Acorralados               | Jorge Javier Vázquez | Raquel Sánchez Silva     | Christian Gálvez           | 2011  | Telecinco | 2 614 000    | 19,0% |
| Pesadilla en El Paraíso   | Carlos Sobera        | Lara Álvarez             | Ion Aramendi               | 2022  | Telecinco | 1 006 000    | 11,0% |
| Pesadilla en El Paraíso 2 | Carlos Sobera        | Nagore Robles            | Sandra Barneda             | 2023  | Telecinco | 926 000      | 9,7%  |

### Acorralados
- Página web oficial
- Facebook oficial del programa
- Twitter oficial del programa

### Pesadilla en El Paraíso
- Página web oficial
- Facebook oficial del programa
- Twitter oficial del programa

- Datos: Q16993082